# Hoplopleura mendozana
Hoplopleura mendozana är en insektsart som beskrevs av Castro 1984. Hoplopleura mendozana ingår i släktet Hoplopleura och familjen gnagarlöss. Inga underarter finns listade i Catalogue of Life.